# قائمة الدول التي ليس فيها بورصة
قائمة الدول التي لا تعتمد أسواقاً للأوراق المالية.
- أندورا،[1]
- بروناي،[2]
- تشاد،[3]
- جزر القمر،[4]
- جزر مارشال،[5]
- ناورو،[6]
- كوريا الشمالية
- أنغولا
- سان مارينو
- موناكو
- الفاتيكان
- ليختنشتاين
- جنوب السودان
- توفالو
- جزر سليمان
- كيريباتي
- تونغا
- بالاو
- ساموا
- فانواتو
- ولايات ميكرونيسيا المتحدة
- نييوي
- جزر كوك
- النيجر
- بوروندي
- غامبيا
- غينيا بيساو

إضافة لذلك، تخدم الدول الأمريكية الوسطى التالية من قبل شرق الكاريبي للأوراق المالية، وعليه فيه لا تملك أسواقاً مالية مستقلة على أراضيها:
- أنغويلا،
- أنتيغوا وباربودا،[7][8]
- دومينيكا،
- غرينادا،
- مونتسرات،
- سانت كيتس ونيفيس،
- سانت لوسيا،
- سانت فينسنت والغرينادين.